# Vojka nad Dunajom
Vojka nad Dunajom es un municipio del distrito de Dunajská Streda en la región de Trnava, Eslovaquia, con una población estimada a final del año 2024 de 446 habitantes.
Se encuentra ubicado al sur de la región, cerca de los ríos Danubio y Váh, y de la frontera con Hungría y la región de Bratislava.

## Demografía
| Año        | 1994 | 2004     | 2014    | 2024    |
| ---------- | ---- | -------- | ------- | ------- |
| Población  | 471  | 421      | 453     | 446     |
| Diferencia |      | −10,61 % | +7,60 % | −1,54 % |

| Año        | 2023 | 2024    |
| ---------- | ---- | ------- |
| Población  | 441  | 446     |
| Diferencia |      | +1,13 % |